# Oscar Hauyon
Oscar Patricio Hauyon Castillo (Providencia, Chile, 16 de febrero de 1979) es un cantautor y periodista chileno. Su discografía oficial a la fecha se compone de los álbumes «La Trampa de la Evolución» (2016), «Mortal» (2013) y «Huída» (2008/2014) y los EP’s  «Camerata» (2017) y «No Necesito Más» (2019). De manera paralela, ha desarrollado y colaborado en proyectos audiovisuales, mediales y editoriales.

## Biografía

### Orígenes
Nacido en la Región Metropolitana, Hauyon es el primer hijo de una familia originaria de la ciudad de Ovalle, ciudad en la que se radicó desde los 5 años. Es periodista de arte, cultura y patrimonio. En paralelo desarrolló una carrera musical desde la Región de Coquimbo con un trabajo artístico caracterizado por melodías pegadizas y algo de experimentación, con influencias del synthpop, el rock alternativo y la música industrial. 
A mediados de los 90s, en días aún escolares, desarrolló su rol de comunicador como animador de espacios juveniles en emisoras ovallinas como Radio Javiera Carrera, Radio La Ciudad y Radio Ecológica. Ya como profesional continuó desempeñándose como periodista en las emisoras ovallinas Radio Comunicativa y Radio Caribe. 
El primer proyecto musical serio de Oscar Hauyon fue el cuarteto rock-pop Polter (2001-2010) en el que fue tecladista, vocalista y principal compositor. Con Polter se adjudicó varios premios a nivel nacional, logrando la edición de los álbumes “Polter” (Sello Azul, 2005) y “Moderno” (Feria Music, 2008), además de la factura de 9 videos que lograron cierta repercusión en canales como MTV Latino y Vía X.

### Una carrera solista
En Santiago de Chile, de manera paralela a sus ocupaciones en Polter, Hauyon fue tecladista invitado de bandas capitalinas como Sónica, Lulú Jam y otras. Desde el 2006, ha generado actividad como remixer, haciendo remezclas para artistas chilenos como Golem, Phono, Picnic Kibun, Mariano Pavez, Ícaro del Sol, Paula Barouh, Los Childrens, Urban Monk y Makiabella, entre otros.
En 2008, el primer proyecto solista de Hauyon fue la música incidental de su programa “Mi Primera Vez en la Perla”, espacio de radio La Perla Del Dial, primera emisora de música chilena en Santiago. Estas piezas musicales dieron origen al EP “Huída”, disco instrumental con fuertes influencias de dance y rock industrial. En 2014, este disco fue remasterizado y relanzado por el sello Ponk Records, con base en New York.
En 2010, junto al término de la banda Polter, el cantautor regresa a Ovalle, desempeñándose como periodista y encargado del área música del Centro de Extensión de la Cultura y las Artes (C.E.C.A) de la Municipalidad de Ovalle. En esta misma época, fundará junto a otros músicos y gestores de la comuna la Agrupación “Limarí Rock”, con la que produjeron un álbum de canciones originales de 14 bandas emergentes y se mantienen aún en activo con diferentes compilaciones, giras y acciones online.
Entre 2011 y 2012 editará una serie de singles unitarios a través de su propia página web. Estos singles serán parte de diferentes compilaciones nacionales e internacionales como "Plásticos y Etéreos" Vol. 4 del magazine indie Revista Plástica (Barcelona, España), "Strange Pop" (Valparaíso, Chile) y "Atomic Radio Mx" (México DF), entre otros.

### El cantautor
En 2013, se mueve a la comuna de Vicuña, Valle de Elqui, para ser el Encargado de Desarrollo Institucional del Museo Gabriela Mistral. En agosto del mismo año lanza el álbum “Mortal”, del cual se destacaron los singles "Disfraz" y "Los Dos". Este disco contó con 9 videos que promocionaron cada track. La gira de difusión del disco abarcó las regiones IV, V, VII y Metropolitana.
El tercer álbum del cantautor, titulado "La Trampa de la Evolución" (2016) es una pieza conceptual de 9 canciones, grabada con la Orquesta Filarmónica Juvenil “Pedro Aguirre Cerda” de La Serena. Balancea los beats bailables de la electrónica, con arreglos de cuerda, propios de la música docta. Cada canción en él esta encadenada a la siguiente, lo que la asemeja a una ópera rock. Este disco fue presentado de manera íntegra con una troupé de 12 artistas en escena entre músicos y bailarines, recorriendo las ciudades de Vicuña, Ovalle, La Serena y Santiago, cerrando con una presentación en la Feria Pulsar 2017, en el Centro Cultural Estación Mapocho.
Entre 2015, Hauyon creará un apartado discográfico dentro de la misión educativa del Museo Gabriela Mistral de Vicuña. Funje como productor artístico y ejecutivo de los álbumes compilatorios “Rap Mistral” (2015) y “Rock Mistral” (2018), que reinterpretan la obra de Gabriela Mistral con lenguajes de rap y rock. Dentro de este proyecto formará el Colectivo Rap Mistral, comunidad de creadores de música urbana residentes en el Valle de Elqui que reinterpretan a la poeta elquina bajo estilos cercanos al hip-hop y el dancehall.
En 2017, Hauyon lanza su primer EP en vivo: “Camerata”. Un registro basado en voz, piano, sintetizador y cuerdas nobles. Grabado en audio y video en el Centro Comunitario “Pedro Aguirre Cerda” de La Antena, en La Serena. Fue lanzado como sesión audiovisual y disco digital por Vive TV Chile y Ponk Records. En este mismo año producirá los discos de dos artistas elquinos: el hip-hopero Jota HS y la banda de metal y hard rock BlackRays.
En 2019, Hauyon lanza el EP “No Necesito Más”, con 5 canciones sobre vivencias personales como la crisis de los 40 y su reciente paternidad. Se liberarán como singles las canciones “A Destiempo”, “Isa” y “Sumergido”. Debido al estallido social en Chile en octubre de 2019 y a la pandemia del Covid-19, este disco no tuvo gira de promoción. Sin embargo se generó un set  junto a la experiencia ArcMedia del Ministerio de Culturas chileno, además de variadas participaciones en festivales online. 
En 2020, Hauyon produjo el sencillo debut del neo-trovador argentino Nagual Villanueva, titulado “A Orillas del Toltén”, mezclando la calidez de la guitarra folk con arreglos electrónicos que ya son su marca registrada.
Desde febrero de 2021 y hasta finales de 2023,  la serie musical “Los Lynces” ocupó al cantautor radicado en Elqui. Una serie de canciones bajo un lore que se plantea como spin-off de los discos "Huída" (2008) y “La Trampa de la Evolución” (2016). Esta continuidad contaba las aventuras y viajes de una pareja de músicos populares en medio de un ambiente distópico posapocalíptico. Esta experiencia se vio ampliada por podcasts y publicaciones en redes sociales. El 26 de abril de 2024 se lanzó el álbum "Los Lynces", el cual reunió todos los singles y lados B lanzados bajo esta continuidad, junto a 3 canciones que daban epílogo a la aventura planteada. Actualmente Hauyon se encuentra en un hiato de su labor como cantautor/músico, cerrando esta etapa con la edición del compilatorio "Obsoleto: Singles 2008-2024".

### El periodista
Hauyon ha desarrollado una labor en escritura y periodismo en los ámbitos de cultura, arte y patrimonio, con artículos publicados en revistas especializadas y colaboraciones en medios digitales. Entre sus textos destacan los escritos junto a la licenciada en Historia del Arte Leslie Azócar Poblete -directora entre 2018 y 2023 del Museo Gabriela Mistral- titulados Los inicios del Museo Gabriela Mistral de Vicuña y su aniversario número 50 (2022), publicado en la revista Museos de la Subdirección Nacional de Museos de Chile, y From an Onsite to an Online Experience: The Case of the Museo Gabriela Mistral de Vicuña (2022), en la revista académica Museum International del ICOM, International Council of Museums. También coescribió junto al equipo del museo el artículo La poética del visitante del Museo Gabriela Mistral de Vicuña: actividades pre y post pandemia (2021) parte de la publiciación Los Museos y sus públicos en tiempos de transformaciones sociales del Museo de la Memoria y los Derechos Humanos. 
Trabajó como redactor y corrector de estilo en publicaciones como Teatro Nacional de Ovalle: 100 años de historia (2017) y Memoria de gestión 2007-2011 del Centro de Extensión de la Cultura y las Artes de Ovalle.
Ha escrito prólogos para libros como Cuatro Fotógrafos en el Amanecer Elquino del Siglo XX (2023), de Héctor Hernán Herrera, y la reedición bilingüe del Epistolario de Gabriela Mistral e Isolina Barraza (2021), de Natalia Rodríguez. Fue parte del libro "Erque, Elqui, Vicuña Anales de su Historia. Tomo III" de Héctor Hernán Herrera Vega, con los artículos "El Siglo XXI en las Artes y la Cultura Vicuñense" y "De Centro Cultural y Biblioteca Pública a Museo Gabriela Mistral", este último en conautoría con los ex directores del Museo Gabriela Mistral, Pedro Pablo Zegers, Rodrigo Iribarren Avilés y Leslie Azócar Poblete.
En radio y televisión, Hauyon ha trabajado de manera esporádica desde tiempos escolares, a finales de los 90s. Entre 2009 y 2012 fue editor general de Ovalle Cultura, un programa de difusión artística de la Municipalidad de Ovalle que incluyó formatos radiales, televisivos y digitales. Ha desarrollado "El Podcast de Oscar Hauyon" sobre historia de la música popular, abordando la trayectoria de intérpretes, canciones y discos en distintos géneros. Ha trabajado en comunicación cultural y producción de material audiovisual para la Fundación Chile Violines, el Museo Gabriela Mistral de Vicuña, y FAVIC, Feria de Artes Visuales de la Región de Coquimbo, generando contenidos para redes sociales y plataformas digitales, documentando actividades y difundiendo patrimonio cultural.
En docencia, Hauyon ha sido relator en talleres y programas de formación en comunicación y gestión cultural. En 2023 impartió el módulo Redacción Periodística para la Gestión Cultural en la Escuela Verde Mistral, organizada por Fundación Apachita y financiada por el programa Innova Social de Corfo. Ha dictado talleres de comunicación para proyectos culturales en el Centro Cultural Organizarte (2023), marketing musical en la Escuela de Producción Musical de Monte Patria (2023) y educación y extensión cultural en la I Jornada Mistraliana para docentes de la Casa Las Palmeras de La Serena (2022). Ha sido relator de workshops sobre comunicación en industrias creativas en la Universidad Católica del Norte (2020), facilitador en el proyecto Escena Cultural de la Universidad de La Serena (2021) y expositor en el II Seminario de Educación GAM en Santiago (2019). Su trabajo en formación se ha centrado en estrategias de difusión, planificación de medios y comunicación patrimonial para artistas, gestores y educadores.

## Discografía

### Álbumes
- Polter (junto a Polter) (2005)
- Moderno (junto a Polter) (2008)
- Mortal (2013)
- Huída (Remastered) (2014)
- Rap Mistral (junto a Colectivo Rap Mistral) (2015)
- La Trampa de la Evolución (2016)
- Los Lynces (2024)
- Obsoleto: Singles 2008-2024 (Compilatorio) (2024)

### EPs
- Huída (2008)
- Camerata (2017)
- No Necesito Más (2019)